# Avenida da Independência (Pau dos Ferros)

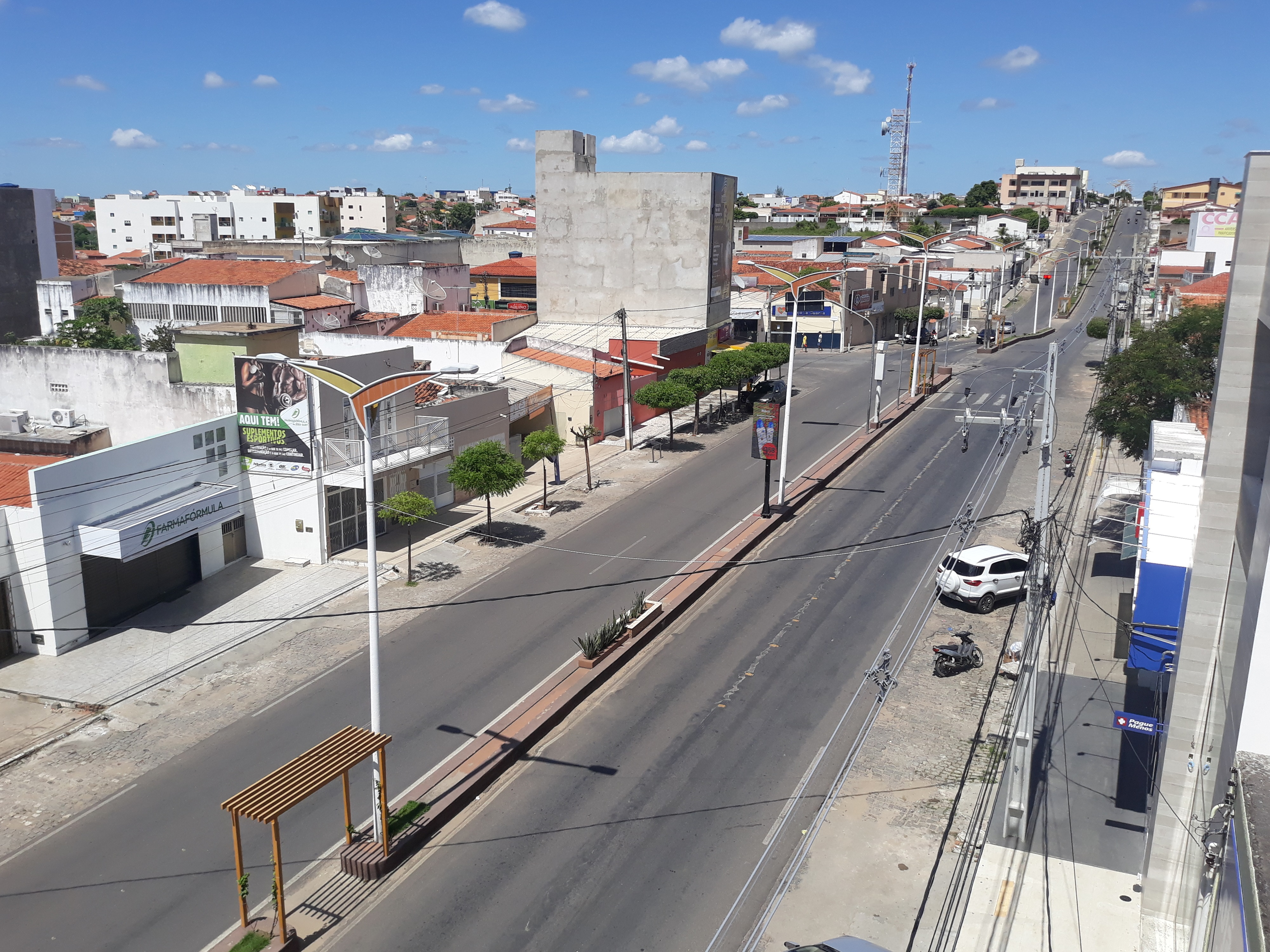
Trecho da avenida cruzando o centro da cidade

Avenida da Independência é um trecho da rodovia federal brasileira BR-405 que cruza a cidade de Pau dos Ferros, no estado do Rio Grande do Norte. É a maior avenida da cidade, com extensão de mais de quatro quilômetros, como também a mais movimentada, recebendo diariamente um grande fluxo de veículos e pessoas e concentrando muitos dos estabelecimentos comerciais de Pau dos Ferros. Tem início no bairro Manoel Domingos e término no cruzamento com a Rua Manoel Alexandre, próximo à rodoviária da cidade.
A avenida foi aberta em 1958 na gestão do prefeito Paulo Diógenes Pessoa,  levando o nome de rua da Independência. O referido trecho da avenida recebeu asfalto somente em 1996. Em 18 de outubro de 2001, por meio da lei municipal n° 854, o logradouro teve sua denominação alterada para Avenida da Independência, que conserva até hoje.